# チェルヴェンの諸都市
チェルヴェンの諸都市（ロシア語: Червенские города）とは、ルーシの年代記（レートピシ）において用いられた、ブク川（西ブフ川）上流、ストィル川上流の諸都市に対する総称である。名称は該当都市の中の1つのチェルヴェン(ru)に由来する。

## 歴史
チェルヴェンの諸都市は、キエフ大公国とポーランド王国の間において、しばしば紛争の火種となった。年代記上の初出は981年の記述であり、キエフ大公ウラジーミル1世がポーランド人から奪取した。その後1018年に、スヴャトポルク（スヴャトポルク1世）がキエフ大公位を奪還するための支援を受けたことの返礼として、ポーランド公ボレスワフ（後にポーランド王ボレスワフ1世）に返還した。さらに1301年には、マゾフシェ征服への支援への交換条件として、再びルーシ側に返還された。キエフ大公国の分裂期には、チェルヴェンの諸都市はヴォルィーニ公国（後にガーリチ・ヴォルィーニ公国）の支配圏にあった。14世紀には再びポーランド王国領となり、紅ルーシ（Ruś Czerwona）という名称で呼ばれるようになった。

## 地理
チェルヴェンの諸都市には以下の諸都市が含まれる。チェルヴェンの諸都市に該当していた都市は、今日のポーランド、ウクライナ、ベラルーシの諸都市となっている。（以下の都市名は旧称によるものがあり、便宜上ロシア語からの転写表記で統一する。現在の各国語表記はリンク先を参照されたし。）
チェルヴェン(ru)、ヴォルィニ(ru)、ホルム、ベルズ、ルチェスク、ブロドィ、ステイスク、コモフ、ヤロスラヴリ(ru)、ウグロヴェスク(ru)、シチェカレフ(ru)、ストルピエ、フセヴォロジュ(ru)、プレスネスク(ru)、ヴェレシチン、ベレスチエ、カメネツ、ヴァシリコフ(ru)、ドロギチン(ru)、ヴロダヴァ(ru)、メリニク(ru)、ブラニスク(ru)、ペレムィシュリ、リャシェフ、グルベショフ(ru)、リュバチュフ(ru)、サノク、等。
チェルヴェンをはじめ、いくつかの都市の位置は明確には不明である。チェルヴェンの位置については、いくつかの仮説が立てられており、ウクライナ・テルノーピリ州のチェルヴォノフラード(ru)、ポーランド・ルブリン県のCzerniejów(ru)やCzermno(ru)などがその候補として挙げられている。